# Assassin's Creed: Brahman
Assassin's Creed: Brahman is een striproman. De strip speelt zich af in het universum van de gelijknamige computerspelserie. 
Brahman werd evenals The Fall en The Chain geschreven door Cameron Stewart en Karl Kerschl en in het Nederlands uitgebracht door Dark Dragon Books.